# Neukloster
Neukloster är en stad i distriktet Nordwestmecklenburg i förbundslandet Mecklenburg-Vorpommern i nordöstra Tyskland med omkring 4 000 invånare.
Staden ingår i kommunalförbundet Amt Neukloster-Warin tillsammans med kommunerna Bibow, Glasin, Jesendorf, Lübberstorf, Passee, Warin, Zurow och Züsow.

## Historia

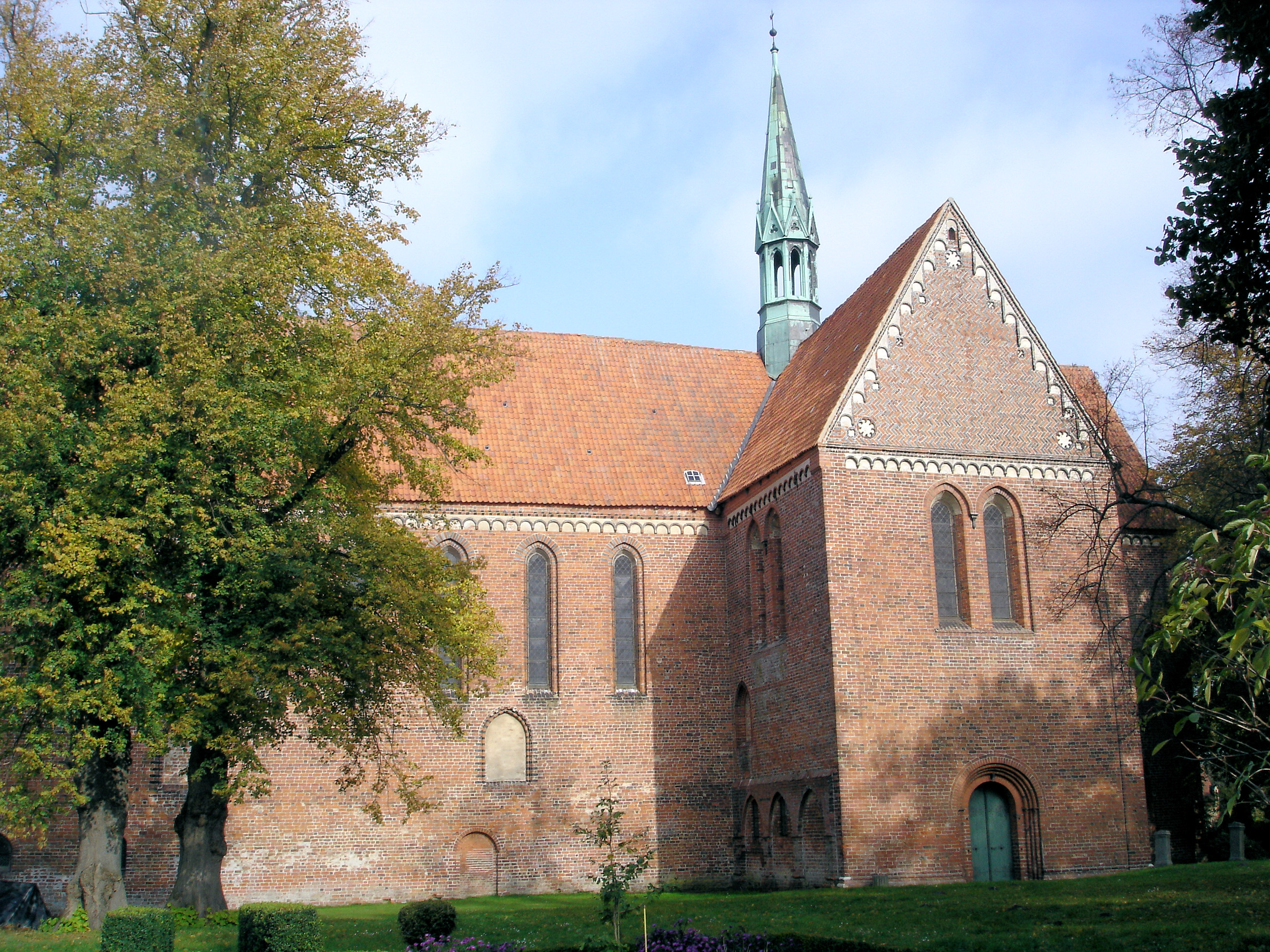
Klosterkyrkan i Neukloster

Under 1100-talet fanns en tysk borg och en ort där Neukloster ligger, som kallades ”Kussin”. Orten omnämndes första gången år 1170. År 1219 flyttade ett benediktinkloster (St. Maria im Sonnenkamp) från orten Parchow till Kussin. Därför kallades orten Neukloster (svenska: nya klostret). Vid grundandet erhöll nunneklostret egna landerier och några ekonomiska rättigheter av Henrik Burwin I av Mecklenburg. År 1362 tillhörde 30 byar, fyra gårdar och 16 kvarnar klostret. Klostret sekulariserades efter tyska reformationen år 1555.

### Efter trettioåriga kriget
I westfaliska freden 1648 avträddes amtet Neukloster jämte amtet Poel och staden Wismar till Sverige och bildade guvernementet Wismar. År 1654–1689 utgjorde det en del av drottning Kristinas underhållsländer och lämnades 1803 tillsammans med Wismar och Poel av Gustav IV Adolf på 100 år som säkerhet till hertigen av Mecklenburg-Schwerin för ett lån. Bruttoinkomsterna av Neukloster uppgick under den svenska tiden till något över 3 000 riksdaler. Genom avtal mellan Sverige och Mecklenburg, träffat i Stockholm den 20 juni 1903, upphörde den i Malmö 1803 stadgade återlösningsrätten till Neukloster, Poel och Wismar.
Vid slutet av 1800-talet utvecklade sig ekonomin i staden och år 1887 anslöts Neukloster till järnvägslinjen mellan Wismar och Karow (nedlagd 1998).
Staden fick sina stadsrättigheter år 1938.

### Befolkningsutveckling
Befolkningsutveckling  i Neukloster
Källa:,,
,

## Kommunikationer
Neukloster ligger söder om motorvägen A 20 (tyska: Autobahn). Påfarten (Neukloster ) till A20 finns  två kilometer nordost om staden. Staden har även en förbindelse till förbundsvägen B 192 (tyska: Bundesstraße) (från Zurow till Neubrandenburg), som är belägen tre kilometer väster om ortskärnan.